# Municipio de Norway (condado de Clay)
El municipio de Norway (en inglés, Norway Township) es un municipio ubicado en el condado de Clay, Dakota del Sur, Estados Unidos. Según el censo de 2020, tiene una población de 155 habitantes.
Abarca una zona exclusivamente rural.

## Geografía
Está ubicado en las coordenadas 42°47′45″N 97°4′45″O / 42.79583, -97.07917. Según la Oficina del Censo de los Estados Unidos, tiene una superficie total de 72.33 km², de la cual 67.72 km² corresponden a tierra firme y 4.61 km² son agua.

## Demografía
Según el censo de 2020, hay 155 personas residiendo en la zona. La densidad de población es de 2.29 hab./km². El 94.84 % de los habitantes son blancos, el 1.29 % son amerindios  y el 3.87 % son de una mezcla de razas. Del total de la población, el 1.29 % son hispanos o latinos de cualquier raza.